# Петя Цолова
Петя Цолова Стайкова е българска писателка (поетеса и романистка), редакторка, журналистка.

## Биография
Родена на 9 май 1939 г. в град Търговище, България. Завършила е специалност „Българска филология“ в Софийския университет „Климент Охридски“.
Работила e като журналист, редактор, заместник главен редактор и главен редактор.
Първите ѝ публикации са в списание „Родна реч“. Следват публикации във вестниците „Студентска трибуна“, „Народна младеж“, „Литературен фронт“ и сп. „Пламък“. Първата ѝ книга „Земята през юли“ излиза през 1970 година с предговор на Елисавета Багряна. Оттогава има издадени 12 книги, от които 8 стихосбирки, 3 романа и документална повест.
През 1989 година печели I награда за цялостно поетично творчество от националния конкурс „Поетични хоризонти на българката“.